# F1速報
F1速報（エフワンそくほう）は、フォーミュラ1 (F1) 世界選手権の専門雑誌。通称「F速」。編集は合同会社サンク、発行・発売元は株式会社三栄（かつてのニューズ出版）。『速報』の名のとおり、F1レース開催日の4日後の木曜日に発売される。定価は2020年まで680円、2021年から880円・2023年から900円・2024年から1300円。

## 概要
元々はニューズ出版のモータースポーツ専門誌『Racing On』の臨時増刊号として、1987年12月に「速報 日本GP号」を発行。1988年・1989年も同様の日本GP速報号を発行し、1990年シーズン第3戦「サンマリノGP号」より毎戦ごとの発行となる。同シーズン第6戦「メキシコGP号」より雑誌コードを取得し、独立創刊した。当時は決勝レース開催6日後の土曜日発行だった。
創刊当初より、編集はニューズ出版子会社のグラフィティが行ってきたが、2001年にニューズ出版と三栄書房が共同でモータースポーツ雑誌の専門編集プロダクションの株式会社イデアを設立したのに伴い、従来三栄書房から発行されていたライバル誌の『AS+F』と統合され、速報部分を受け持つことになった（一方『AS+F』は月刊誌としてリニューアルしたが、2004年シーズン開幕直前に休刊）。さらに2009年1月にニューズ出版が三栄書房と合併したため、現在は発売元が三栄書房（現在の三栄）に移っている。
編集は2014年シーズン展望号までは株式会社サンズ（イデア、トランスポーツの後継会社）。同年の開幕直前号より初代編集長の福江剛司らが所属する合同会社サンクが手がけている。公式ウェブサイトのみサンズが運営を継続しており、多くの記事がAUTOSPORT WEBからの転載となっている。
2007年には、日本で初めてのF1問題集である『F検』（F1検定）を発売した。また、2003年から季刊誌（年4回発売）である「F1速報Plus」も発行している（定価880円）。シーズン終了後には総集編を発売している（定価980円）。
2023年総集編号にて、2024年からの同誌の月刊化と年間発刊スケジュール(全12号+ムック系2冊)が発表された。これにより大半は1冊で3レース分の内容を扱うことになった。同社のGP Carシリーズと同様の無線綴じ・定価1300円となった。さらに2025年1月号（2024年シーズン最終号）にて、2025年より誌名を『F速』（エフソク）に改めるとともに刊行サイクルを年7回に変更し、速報誌から特集主体の内容とすることが発表された。
現在は、電子書籍で1987年の臨時増刊号から最新号まで購入可能となっている。

## 歴代編集長
- 『Racing On』臨時増刊時代（一部）＝三好正巳（グラフィティ、後のニューズ出版社長）
- 初代＝福江剛司（グラフィティ、現在サンクに所属）
- 2代目＝稲垣勝成（グラフィティ）
- 3代目＝中島敦（グラフィティ）
- 4代目＝久保圭介（グラフィティ）
- 5代目＝高橋浩司（イデア）
- 6代目＝船田力（イデア）
- 7代目＝田中康二（イデア／サンズ）
- 8代目＝河野亜希子（サンク）

## 主な連載・読み物
- 森脇基恭のレース総括
- F速的裏チャンピオンシップ（今宮純）
- TECHNICAL CHECK（津川哲夫）
- 全チーム最新情報（津川哲夫）
- パドック裏話
- フロム・ザ・パドック
- 読者のページ“ぱどくら”
- クイズF速グランプリ- 各GPごとに指定する順位を当て、得点を争う。前半、後半戦それぞれの上位2名にはF1観戦ツアーがプレゼントされる。携帯からも参加可能。

## 過去の主な連載・読み物
- F1ロマネスク（今宮純）
- チャオ! フィジコ - ジャンカルロ・フィジケラのグランプリ日記
- グランプリ・アイズ（西山平夫）
- グランプリスピークアップ（西山平夫）
- けんさわ塾（澤田賢志）
- 琢磨の日々
- 一貴の挑戦
- 痛快カムイ伝
- 4コマ漫画『グランプリ天国』（村山文夫）

## サーキット便り
本誌の契約カメラマンである澤田賢志がネット上で個人的に更新を行っていた「けんさわカメラマンのサーキット便り。」（通称「サ便。」）が前身。F1開催地の生の雰囲気を伝える情報源として人気を博し、2005年より本誌公式サイト内に展開場所を移した。
基本的には取材陣の日常を追う形だが、「1998年ブラジルGP、マクラーレンのコックピット内部撮影」「ミシュランタイヤ違反疑惑検証」「フェラーリバージボード疑惑分析」「佐藤琢磨移籍問題フライング事件」など、数々のスクープや技術分析なども行った。「2007年日本GPの混乱への対応」では批判的な意見も多数採用し、話題を呼んだ。疑惑やフライングの際などにはアクセスが集中し、サーバーダウンが起るなどの事象もあった。
澤田が2008年に海外取材からリタイアした後は、他の現地取材者から送られる情報を公式サイト内の「From The PADDOCK」で公開している。また、2010年には澤田の20年間の取材活動をまとめた『けんさわ裏F1記』が出版された。
2020年のF1速報30周年記念号への寄稿をきっかけに、「けんさわ塾復刻版」を連載中。